# Falešné jazyky
Falešné jazyky jsou jazyky, které se objeví v různých zdrojích, kde je uváděno, že se jimi někde mluví, ale jiné zdroje to popírají. Falešný jazyk pak vznikne tak, že se prokáže, že daný jazyk neexistuje.
Často vzniknou falešné jazyky tak, že si je někdo vymyslí (jedná se o hoax).
Další důvodem vzniku falešných jazyků je situace, že se objeví již existující jazyk, jenom pod jiným jménem. Tato situace často nastává v jazykově nejrozmanitější oblasti světa, na Papui Nové Guiney.
Mezi nejznámější falešné jazyky patří indiánské jazyky kukurá a taensa.

## Pochybné jazyky
Zvláštní kategorií jsou pochybné jazyky. Sem se řadí jazyky, jejichž existence není prokázána, ale ani vyvrácena. Do této skupiny se řadí následující jazyky:
- Oropom v Ugandě
- Nemadi v Mauritánii
- Rer Bare v Etiopii. Pokud existoval, tak je vymřelý.
- Tapeba v Brazílii, nejspíše se nejedná o jazyk, ale kmen[1][2]

## EthnologueaISO 639-3
Ethnologue je sbírka jazyků z celého světa. Mnoho jazyků z něj ale bylo vyřazeno, protože se prokázalo, že jsou falešné. Podobně je na tom sbírka ISO 639-3.

### Seznam nejznámějších falešných jazyků, vyřazených z Ethnologue aISO 639-3
V závorkách jsou uvedeny kódy těchto jazyků
- Alak 2 (ALQ), chybně označený fragment seznamu slov
- Bibasa (BHE), před vyřazením byl označen jako izolát, který potřebuje průzkum
- Hsifan (HSI), ve skutečnosti se jednalo o název čínského etnika, které mluví tibetočínským jazykem
- Wutana (WUW), zjistilo se, že se jedná o název etnika v Nigérii
- Mutús (MUF) ve Venezuele
- Miarrã (XMI), nezjištěno
- Aariya (AAY) v Indii
- Europanto (EUR), jednalo se o umělý jazyk, který se do seznamu dostal jako žert
- ǂKx'ao-ǁ'ae (AUE), sloučen
- Songa (SGO), jiný název pro jazyk buyu
- Židovská berberština (JBE), vyřazeno, protože židovští Berbeři mluví stejně jako muslimští Berbeři